# Le Caylar
Le Caylar település Franciaországban, Hérault megyében. Lakosainak száma 462 fő (2022. január 1.). Le Caylar La Couvertoirade, Le Cros, Les Rives és Saint-Félix-de-l’Héras községekkel határos.

## Népesség
A település népességének változása:
| Lakosok száma | 327  | 295  | 339  | 433  | 441  | 447  | 445  | 458  | 465  | 462  |
|               | 1968 | 1982 | 1990 | 2006 | 2013 | 2015 | 2017 | 2019 | 2020 | 2022 |